# Remelluri
Remelluri es un despoblado que actualmente forma parte de la localidad de Labastida, que está situado en el municipio de Labastida, en la provincia de Álava, País Vasco (España).

## Historia
Documentado desde el siglo IX, se desconoce cuándo se despobló.